# Орљавац
Орљавац је насељено место у општини Брестовац, у западној Славонији, Република Хрватска.

## Географија
Налази се на путу Пожега – Пакрац. Кроз село протиче река Орљава која је у том делу врло чиста, а вода је из ње питка.

## Историја
До нове територијалне организације налазило се у саставу бивше велике општине Славонска Пожега.

## Становништво
Насеље је према попису становништва из 2011. године имало 167 становника.
| Националност       | 1991.        |
| Хрвати             | 190 (63,97%) |
| Срби               | 66 (22,22%)  |
| Југословени        | 14 (4,71%)   |
| остали и непознато | 27 (9,09%)   |
| Укупно             | 297          |